# Кардиокринум
Кардиокри́нум (лат. Cardiocrínum) — род луковичных растений из подсемейства Лилиеподобных (Lilioideae) семейства Лилейных (Liliaceae).
Научное название образовано от греческих слов и дословно переводится — «Сердцевидная лилия». Название дано из-за сердцевидной формы листьев растения.
Ареал находится в Азии, на Дальнем Востоке — Японские острова, Курильские острова, Сахалин, Китай (включая Гималаи).
Растения этого рода погибают после цветения, однако вокруг старой луковицы образуются новые луковицы-детки, что позволяет осуществлять вегетативное размножение.

## Виды
По информации базы данных The Plant List, род включает 3 вида:
- Cardiocrinum cathayanum (E.H.Wilson) Stearn — Кардиокринум китайский[1]
- Cardiocrinum cordatum (Thunb.) Makino — Кардиокринум сердцевидный

[syn.] Cardiocrinum glehnii (F.Schmidt) H.Hara — Кардиокринум Глена
- Cardiocrinum giganteum (Wall.) Makino — Кардиокринум гигантский, или Лилия гигантская[1]